# Skotska högländerna
Skotska högländerna eller det skotska höglandet (skotsk gaeliska: a' Ghàidhealtachd; lågskotska: Hielands; engelska: Scottish Highlands) är en historisk region i Skottland som täcker de norra och västra delarna av landet. Högländerna och lågländerna började skilja sig åt kulturellt från senmedeltiden till moderna tiden när lågskotska ersatte skotsk gaeliska i huvuddelen av lågländerna.
I skotska högländerna ligger bland annat sjön Loch Ness, som är ett av Skottlands största turistmål. I högländerna finns även Storbritanniens högsta berg, Ben Nevis.
Större delen av högländerna täcks av kommunen Highland, där Inverness är administrativ huvudort. Även delar av kommunerna Aberdeenshire, Angus, Argyll and Bute, Moray, Perth and Kinross och Stirling ligger i högländerna. Även om Isle of Arran administrativt hör till North Ayrshire, brukar dess norra del betraktas som en del av högländerna.

## Bildgalleri

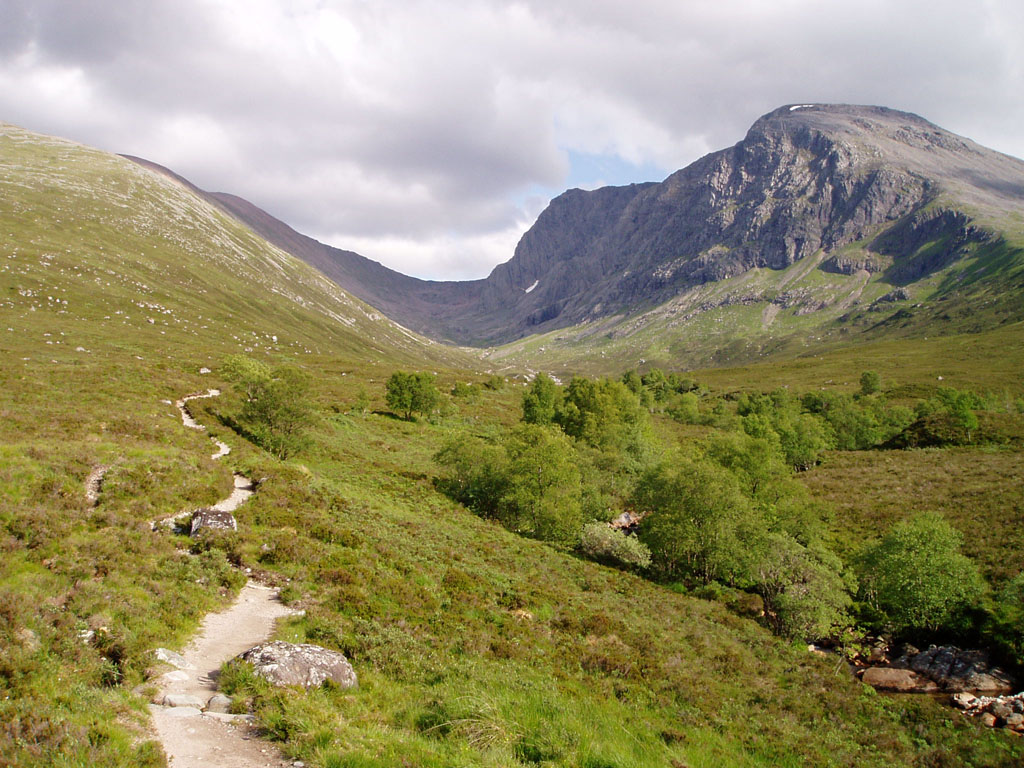
Ben Nevis.
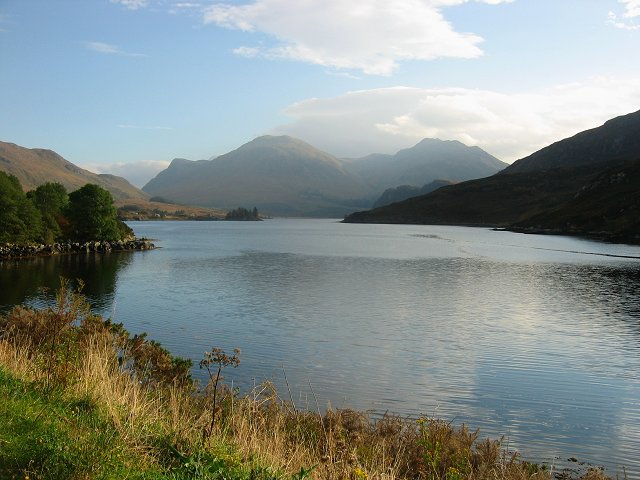
Loch Long.
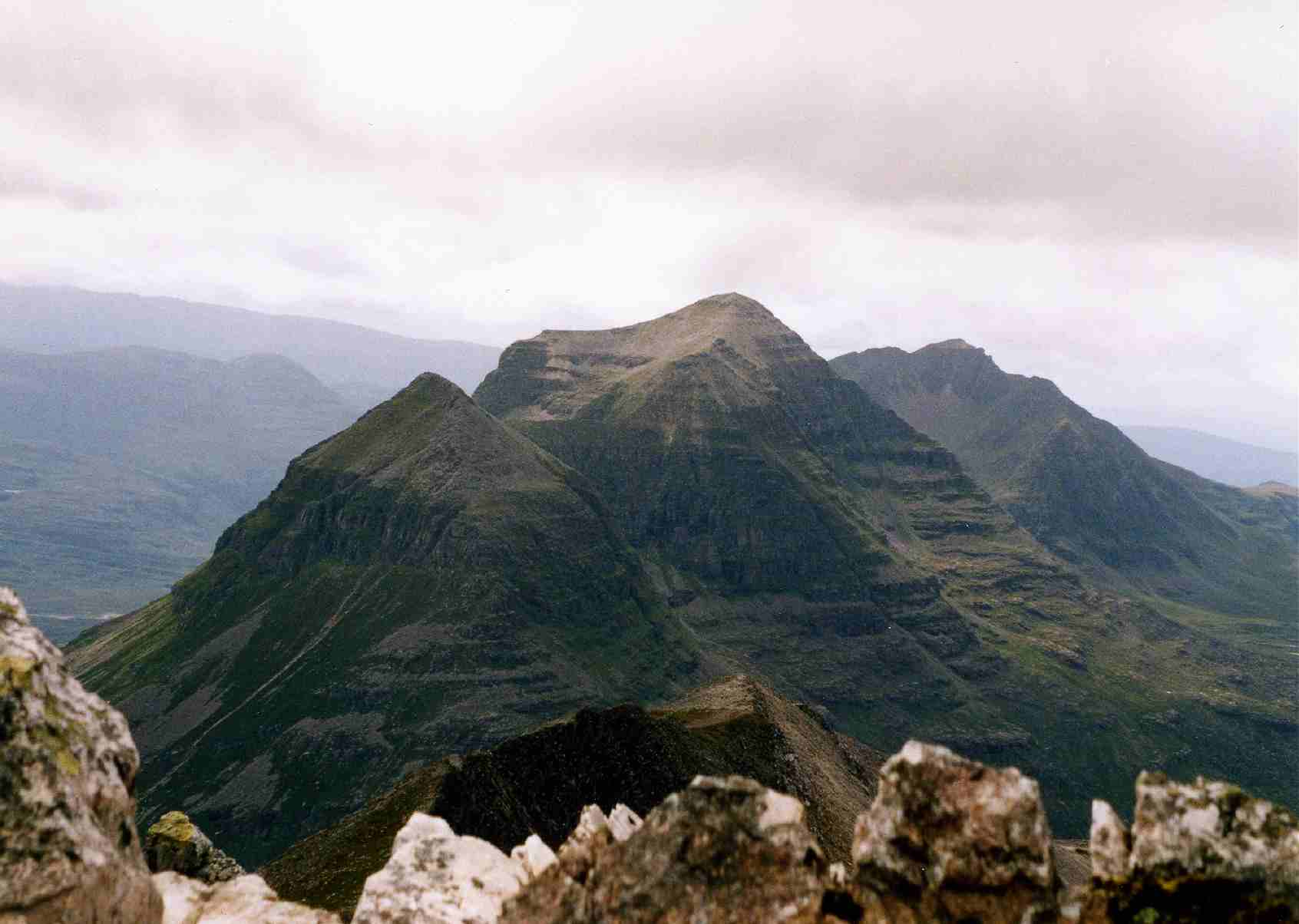
Liathach.
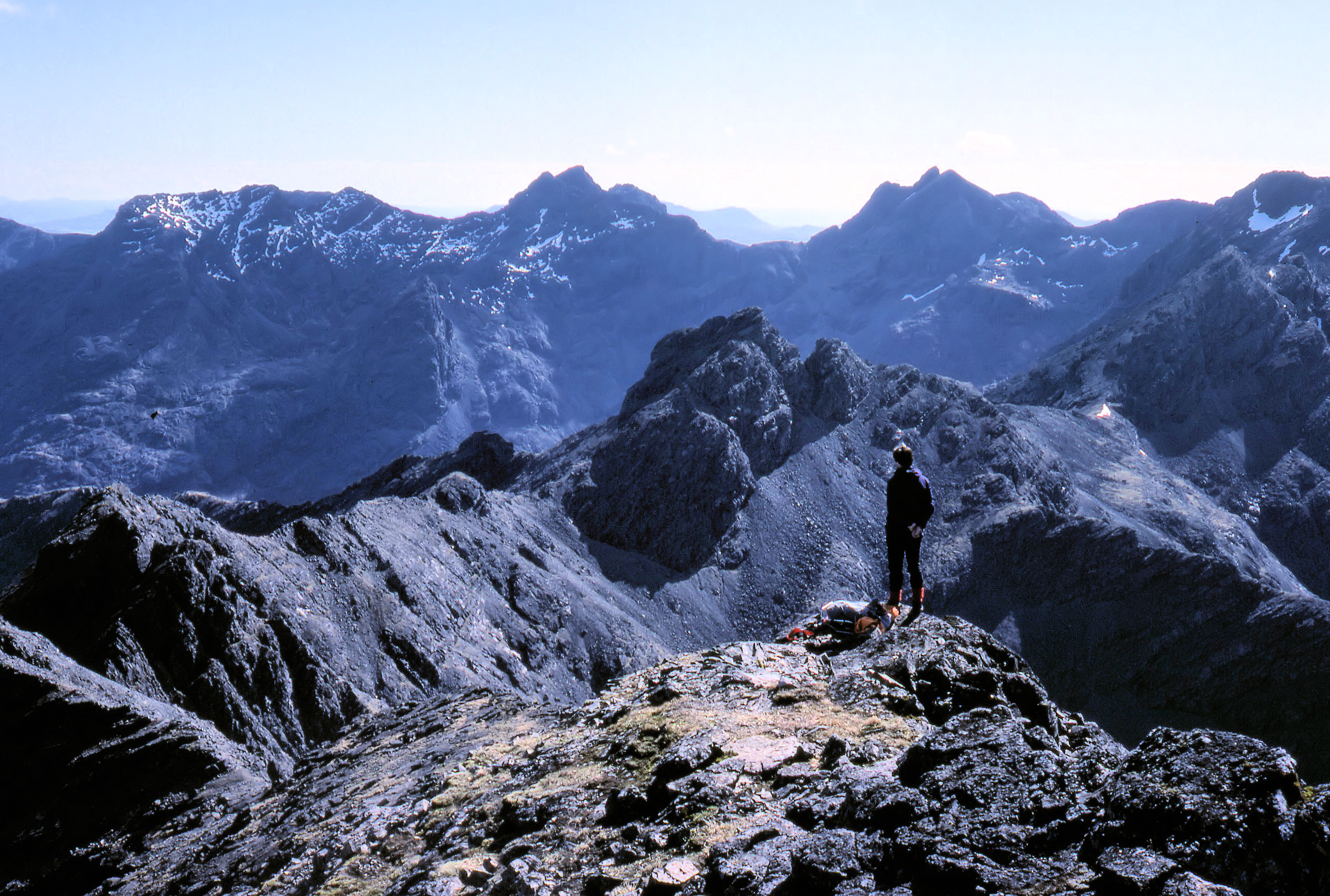
Bergskedjan Cuillin.
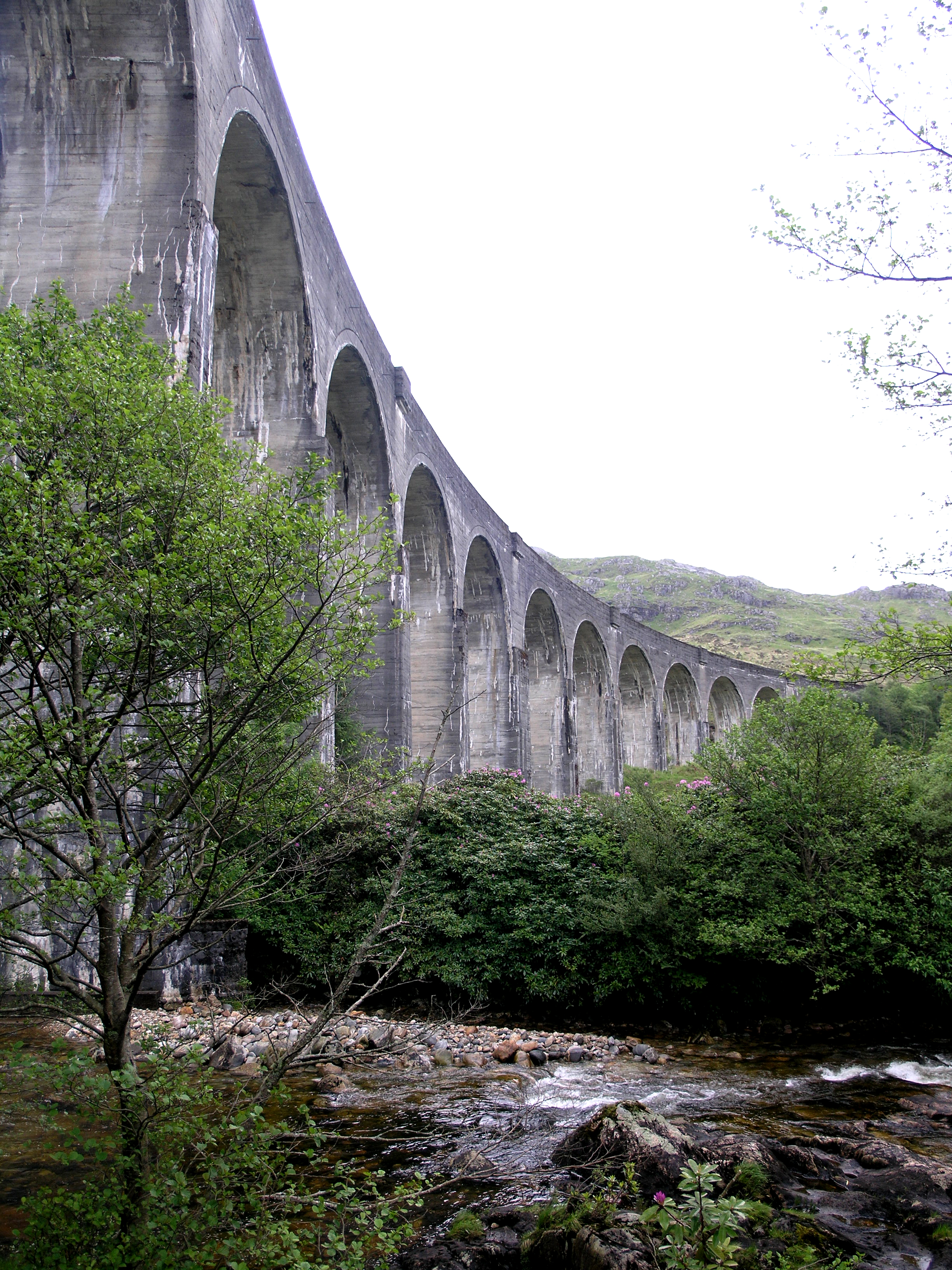
Glenfinnan-viadukten.
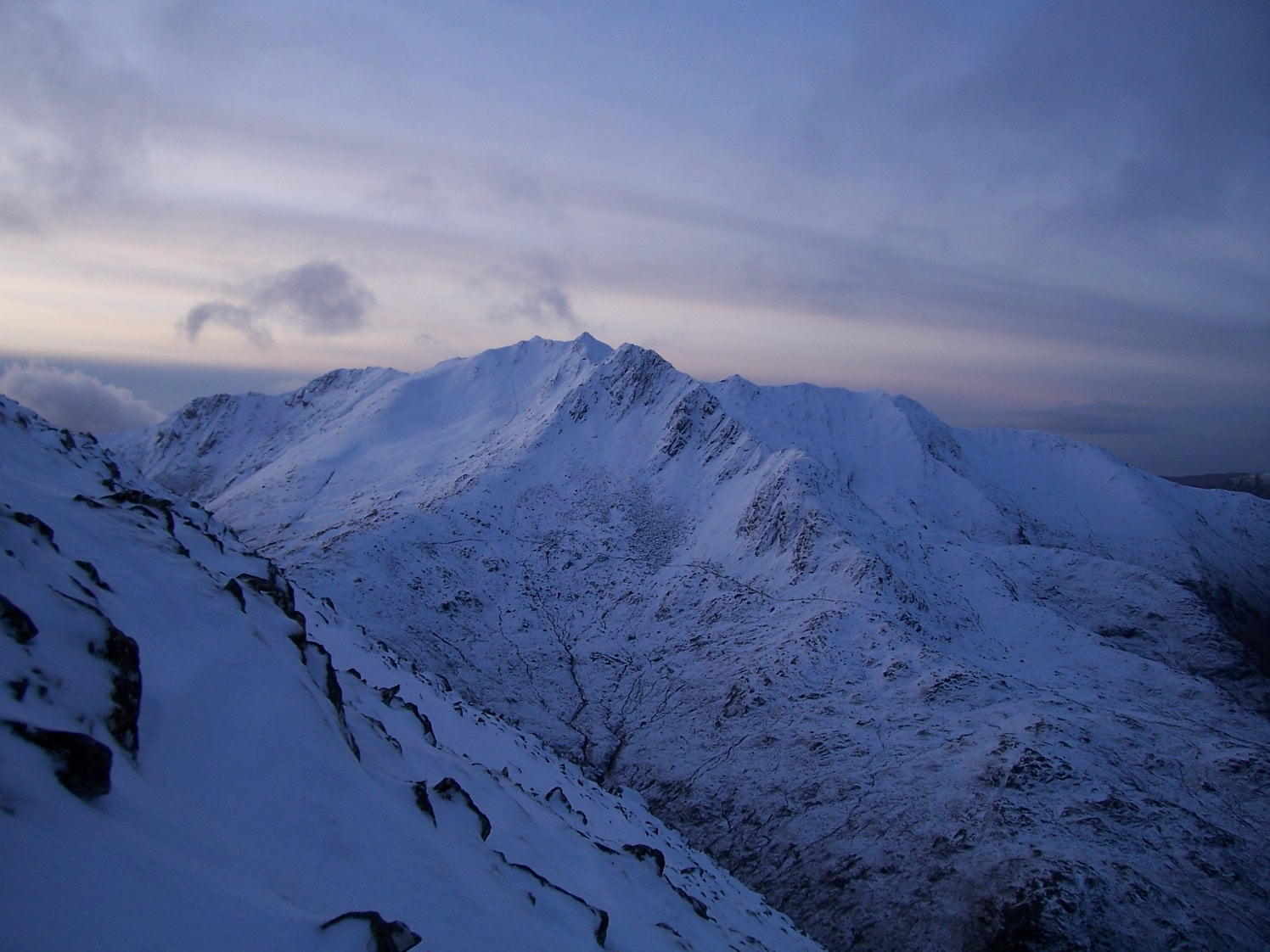
The Saddle.
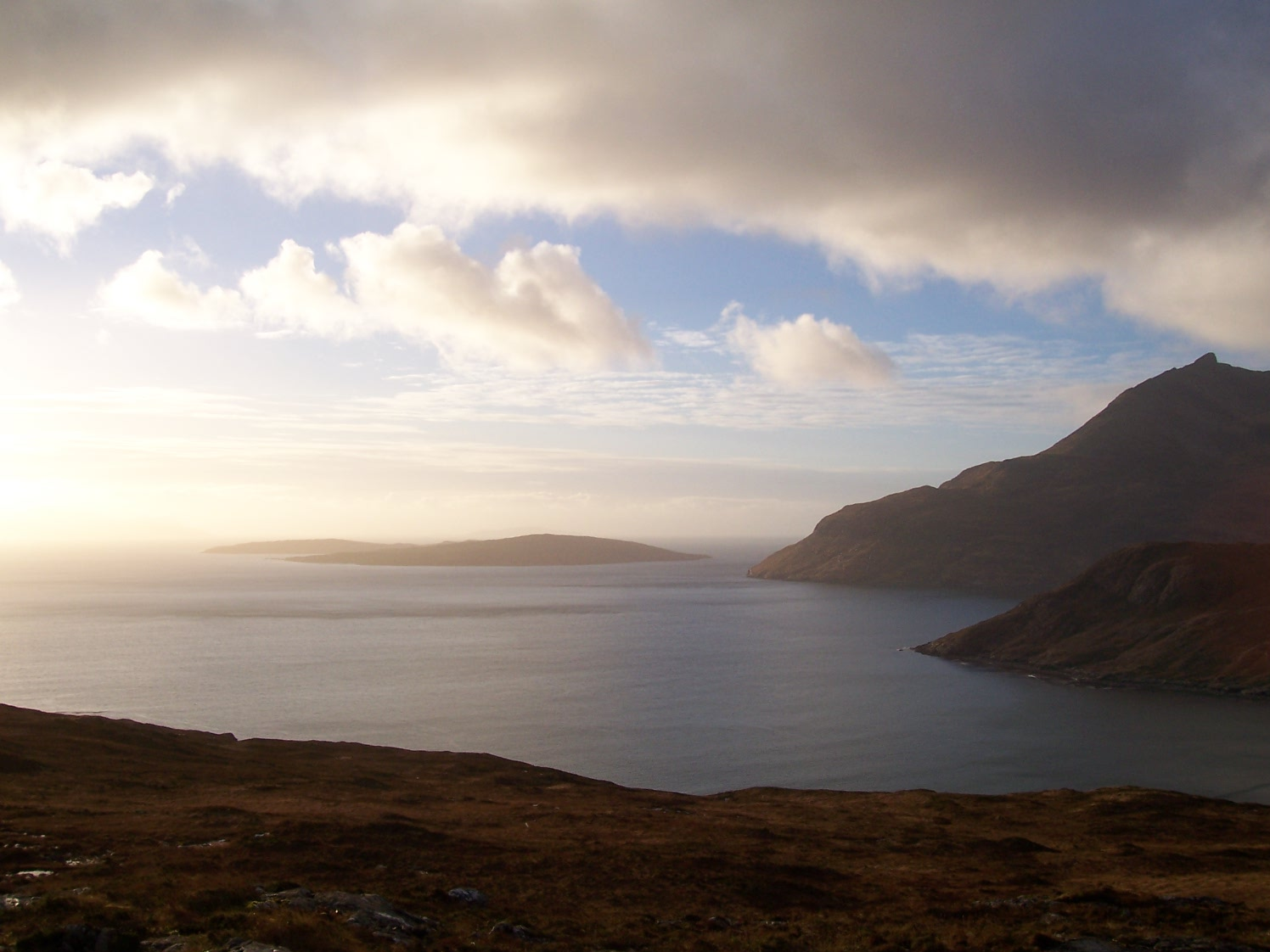
Loch Scavaig, Skye.
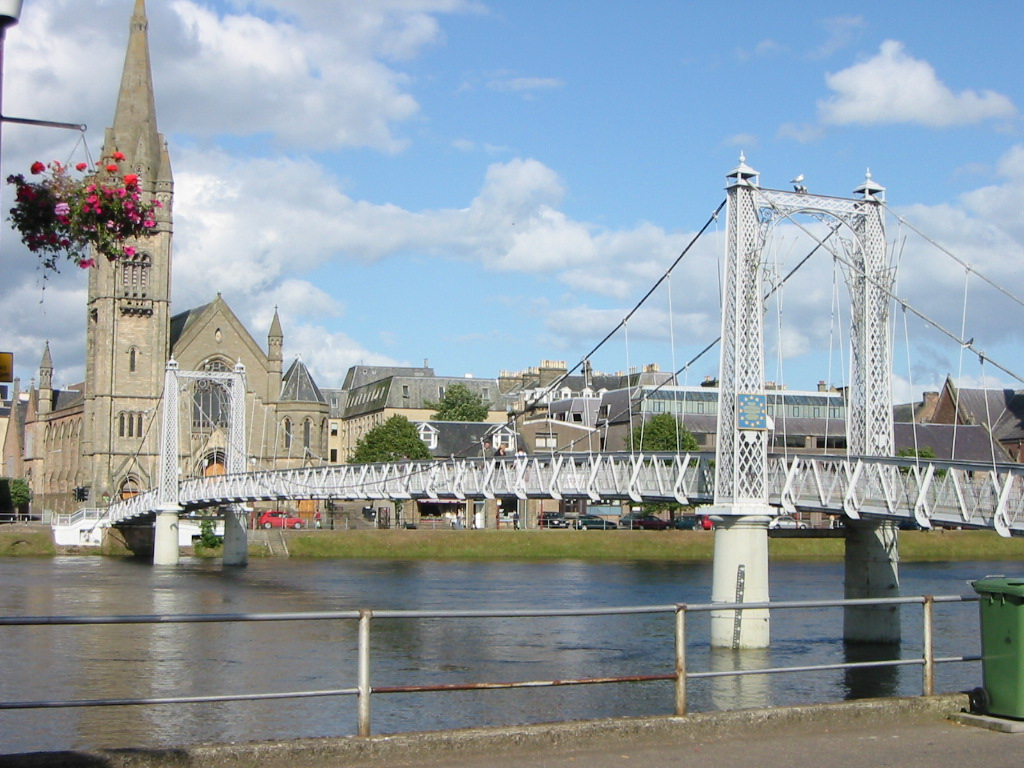
Inverness.
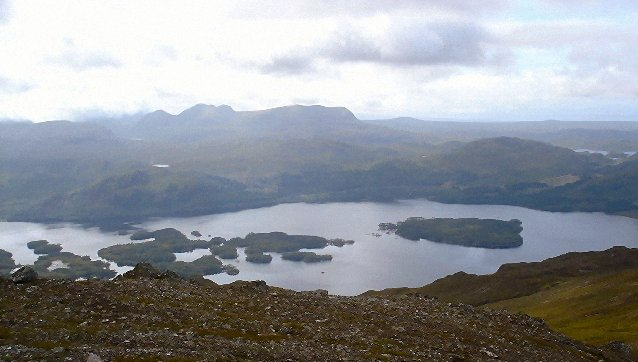
Öar i Loch Maree.
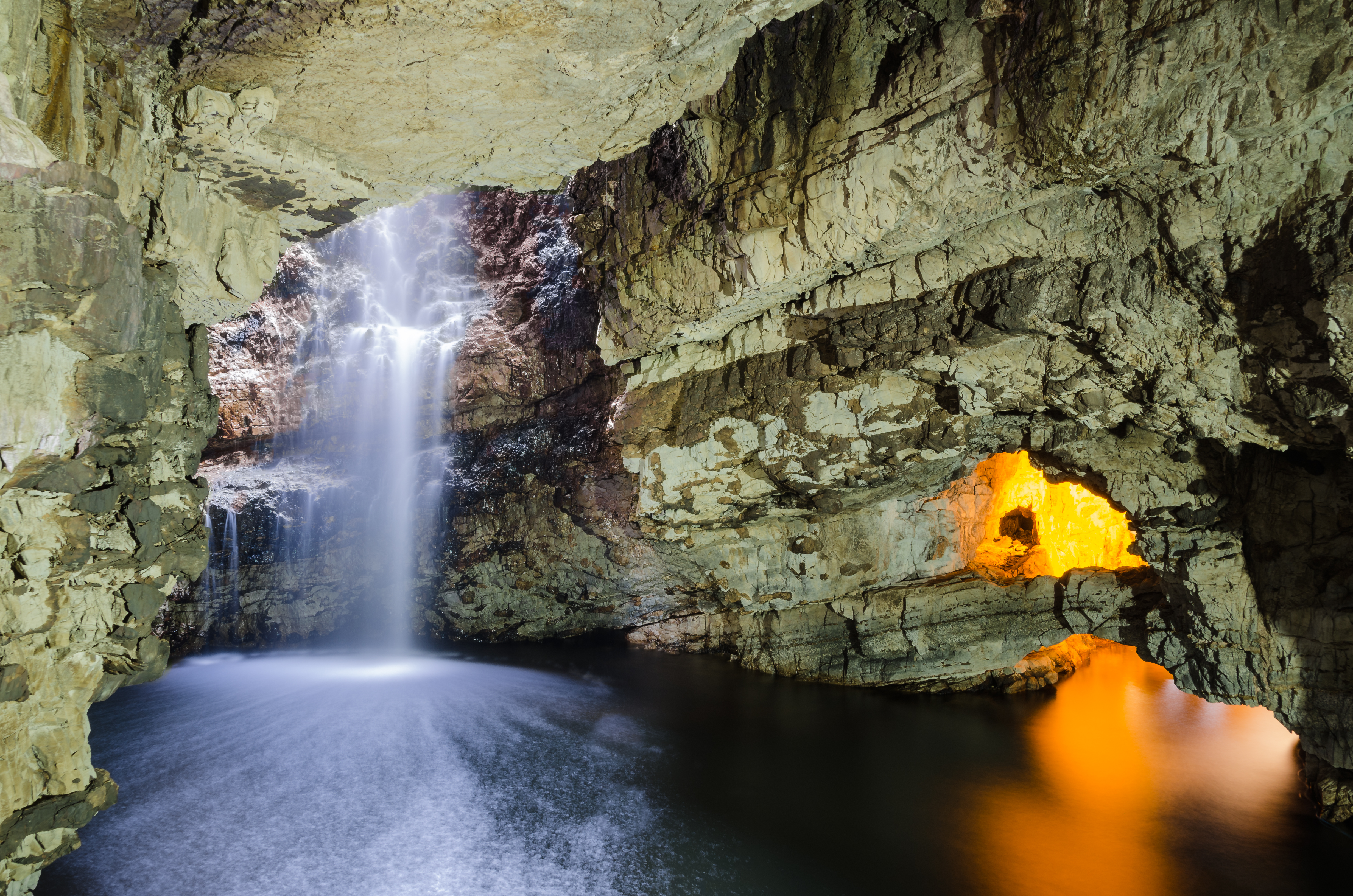
Smoo Cave, Sutherland.
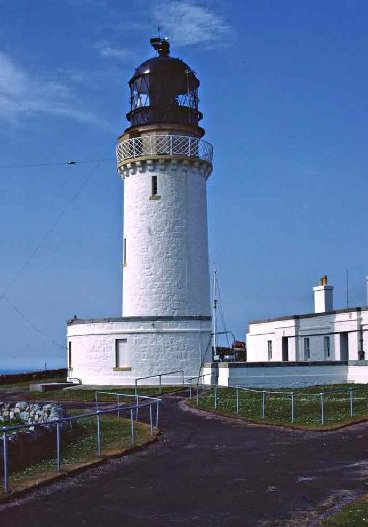
Fyren på Cape Wrath i nordvästligaste högländerna.
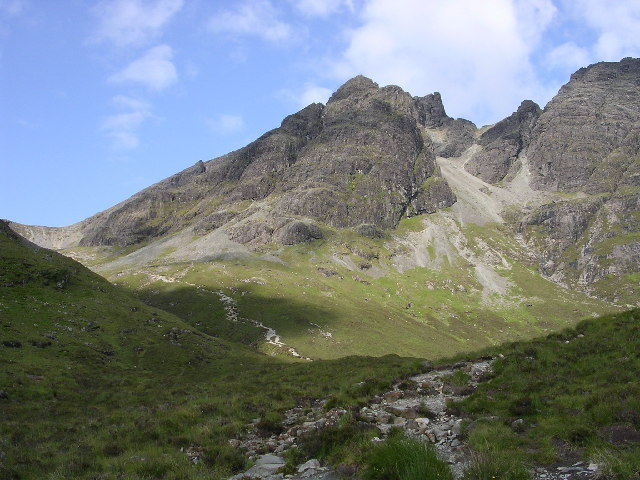
Blaven.
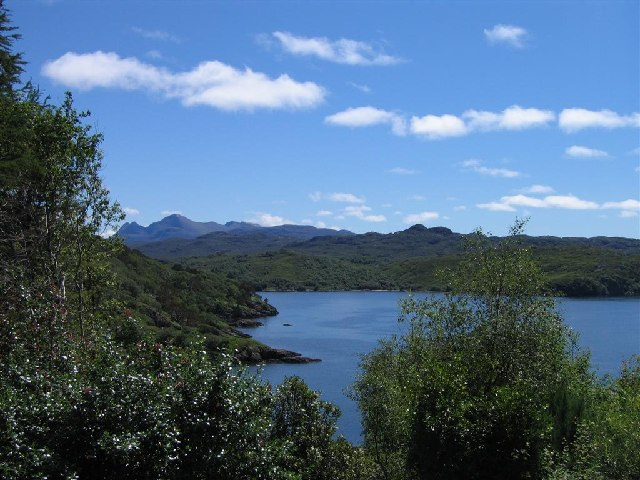
Gair Loch.
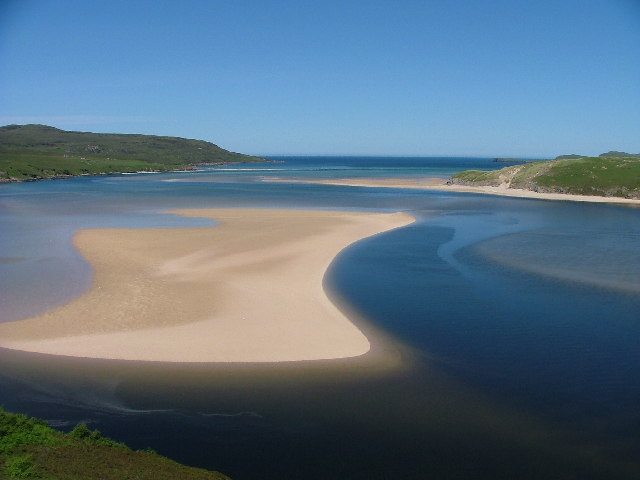
Durness-sundet
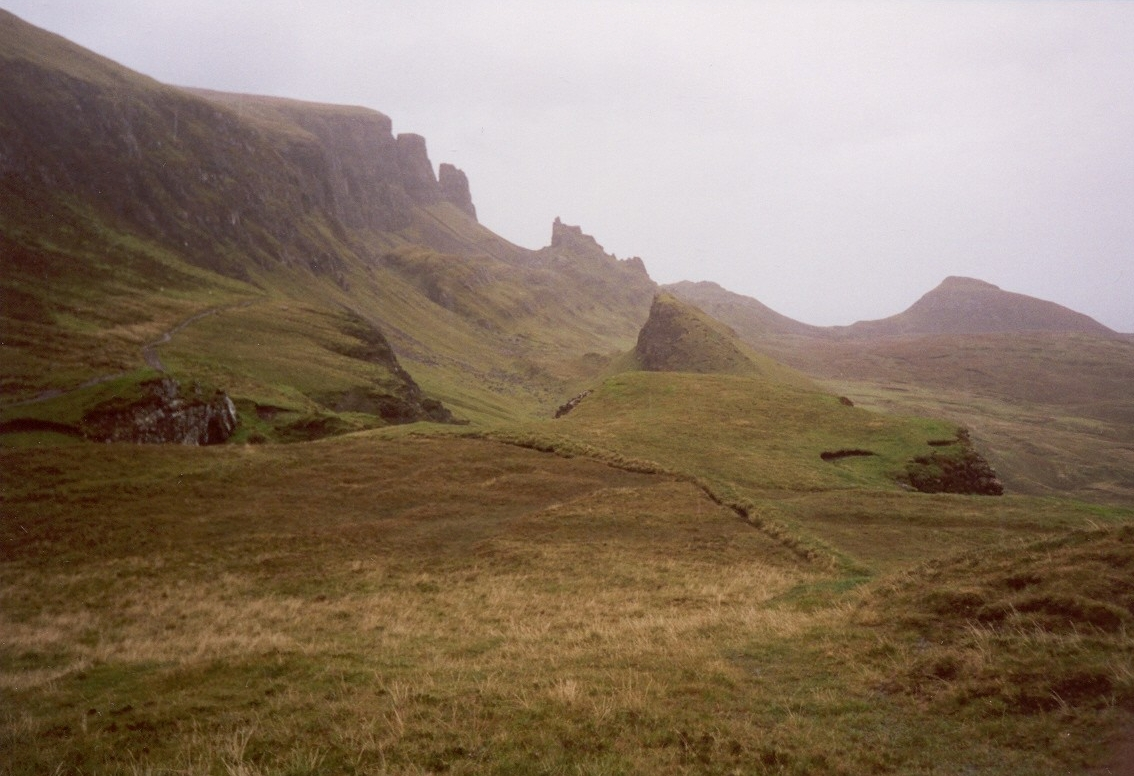
Quiraing, Skye

### Fotnoter
1. ↑  Emil Sergel (13 september 2007). ”Till fots på skotska höglandet”. Göteborgs-Posten. https://www.gp.se/till-fots-p%C3%A5-skotska-h%C3%B6glandet-1.1114237. Läst 1 januari 2016.